# Biton pallidus
Espèce
Synonymes
- Daesia pallida Purcell, 1899

Biton pallidus est une espèce de solifuges de la famille des Daesiidae.

## Distribution
Cette espèce est endémique d'Afrique du Sud.

## Description
La femelle subadulte holotype mesure 13,5 mm.

## Publication originale
- Purcell, 1899 : New and little known South African Solifugae in the collection of the South African Museum. Annals of the South African Museum, vol. 1, p. 381-432 (texte intégral).